# Puig Salgueda
El Puig Salgueda és una muntanya de 276 metres que es troba al municipi de Girona, a la comarca del Gironès.